# Daniil Pokrass
Daniil Iakovlevitch Pokrass (en russe : Дании́л Я́ковлевич Покра́сс), né à Kiev le 30 novembre 1905 et mort à Moscou le 16 avril 1954, est un compositeur soviétique, pianiste et chef d'orchestre.

## Biographie
Frère du compositeur Dmitri Pokrass, Daniil Pokrass est le fils de Iakov Pokrass, propriétaire d'un magasin de charcuterie. 
Sorti diplômé de l'école musicale de Kiev en 1917, Daniil Pokrass fait les études de piano au conservatoire Tchaïkovski de Kiev en 1917-1921. À partir 1921, il vit à Moscou où il travaille, tout comme son frère Dmitri, au théâtre de miniatures Palas.
En 1926, il met en musique les vers d'Evgueni Borissov Eh, ladouchki, plus vite (Эх, лошадушки, быстрей). Plus tard, il collabore avec les poètes reconnus comme Vassili Lebedev-Koumatch, Mikhaïl Issakovski, Alekseï Sourkov. Avec son frère, il écrit la musique de plusieurs films soviétiques.
Mort à Moscou à l'âge de 48 ans, Daniil Pokrass est enterré au cimetière de Novodevitchi.